# 胶济铁路小北门车站旧址
胶济铁路小北门车站旧址又称北关车站，位于中国山东省济南市天桥区角楼庄片区西北侧，始建于1904年，最初在济南商埠站与东关车站两站之间，主要用于济南商埠站的列车分流，20世纪90年代因原济南火车站拆除改造，曾一度承担客运任务，1991年济南东站（后更名为大明湖站）建成，该站被废弃不用。
该站站房主体建筑为二层，砖木结构，1930年重修时改为日式建筑风格，中部原为候车室，因车站与铁路存在三米的高度落差，所以自南面看为两层、北面为一层，东西两侧原为办公室、宿舍等车站附属用房，北侧原为月台和站台，现已用围墙与铁路隔开。现在北关车站正在修缮中，未来将成为铁路文旅区。